# Abdelhak Achik
Abdelhak Achik, född den 11 mars 1959, är en marockansk boxare som tog OS-brons i fjäderviktsboxning 1988 i Seoul. Giovanni Parisi besegrade honom i semifinalen.